# Atentado de Mogadiscio de 2018
El atentado de Mogadiscio de 2018 fue un hecho ocurrido el 23 de febrero de 2018, al menos 45 personas murieron y otras 36 resultaron heridas en dos atentados con coche bomba y un posterior tiroteo en Mogadiscio. Al-Shabaab luego se atribuyó la responsabilidad.
En estos atentados se utilizaron dos coches bomba suicidas explotaron en la capital somalí. El primer coche bomba estalló luego de que militantes atravesaron un puesto de control cerca de la residencia del presidente disparándole al personal de seguridad. El otro detonó frente a un hotel lejos del palacio. 45 transeúntes fueron asesinados y otros 36 heridos. Cinco atacantes también fueron reportados muertos